# Аденовирус
Аденовирусите са вируси, принадлежащи към семейство Adenoviridae.

## Описание
Открити са през 50-те години на XX век и включват 6 рода и 47 вида. Повечето от тях са особено активни през студените месеци и причиняват инфекции на дихателните пътища, стомашно-чревния тракт и конюнктивата. Предават се по въздушно-капков път. Възползват се от отслабените защитни функции на лигавиците при ниски температури.